# D905 (Jura)
De D905 is een departementale weg in het Oost-Franse departement Jura. De weg loopt van de grens met Côte-d'Or via Dole naar Poligny. In Yonne Côte-d'Or de weg als D905 verder naar Dijon en Parijs.

## Geschiedenis
Oorspronkelijk was de D905 onderdeel van de N5. In 2006 de weg overgedragen aan het departement Jura, omdat de weg hier geen belang meer had voor het doorgaande verkeer vanwege de parallelle autosnelweg A39. De weg is toen omgenummerd tot D905.